# Vélodrome Sylvan Adams
Le vélodrome Sylvan Adams, également appelé vélodrome de Bromont, est un vélodrome situé à Bromont, au Québec. L'ensemble du complexe, qui comprend aussi des installations pour le BMX, le dirt jumps, la course à pied et la musculation, est nommé « Centre multisports Desjardins ».

## Histoire

### Premier vélodrome
Une première piste extérieure est inaugurée le 13 août 1998. La piste provenait du Colisée Copps de Hamilton en Ontario. En 2000, la Ville de Bromont et le CNCB achètent la piste des Jeux olympiques d'été de 1996 tenus à Atlanta. Le gouvernement du Québec accorde une subvention de 1,9 million de dollars. Le coureur Louis Garneau procèdera au rapatriement de la première piste à Québec, qui sera finalement démolie en 2007. L'assemblage de la nouvelle piste de Bromont se termine à la fin de l'an 2000 et elle est officiellement inaugurée le 11 juin 2001.

### Vélodrome couvert
En août 2015, le Centre national de cyclisme de Bromont dépose une demande de subvention au gouvernement québécois de 2,5 millions $ sur un budget de 4,8 millions $ afin de construire un vélodrome couvert,. La subvention est refusée en février 2016, mais finalement acceptée en août 2018 et octroie 4,5 millions $. De son côté, la Ville de Bromont participe à la hauteur de 2 millions $. Le cycliste mécène Sylvan Adams, le gouvernement du Canada, plusieurs partenaires et une campagne de sociofinancement complèteront le budget. Le coût total du projet a été d’un peu plus de 21 millions de dollars canadien.
Les travaux de construction débutent en avril 2021. L'ouverture a eu lieu le 1er octobre 2022.
Le budget annuel pour le CNCB et le vélodrome varie de 3 à 4 millions par an.

## Installations
Le complexe est un espace de 7 430 m2 répartis sur deux niveaux, avec une aire au sol de 6 040 m2. Il disposera des équipements suivants :
- Piste de cyclisme sur piste d'une longueur de 250 m, de 7 m de large et des virages inclinés à 13° dans les droits et à 42° dans les courbes ; des gradins pouvant accueillir jusqu’à 600 personnes sont installés au pourtour de la piste.
- Gymnase omnisport
- Piste d'athlétisme de 200 m.
- Pumptrack en béton.
- Zone freestyle de type bowl

## Centre national de cyclisme de Bromont
Créé en 1997, le Centre national de cyclisme de Bromont (CNCB) est un organisme à but non lucratif propriétaire du site totalisant 20 acres.

## Compétitions
La vélodrome a accueilli les Championnats canadiens de cyclisme sur piste au cours de la semaine du 8 janvier 2025.